# 코이바아구티
코이바아구티(Dasyprocta coibae)는 아구티과에 속하는 설치류의 일종이다. 파나마 코이바 섬의 토착 종으로 좀더 널리 분포하는 중앙아메리카아구티와 유사하다. 서식지 감소로 멸종 위협을 받고 있다.